# 2003 LF7
2003 LF7, também escrito como 2003 LF7, é um objeto transnetuniano que está localizado no Cinturão de Kuiper, uma região do Sistema Solar. Este corpo celeste é classificado como um provável plutino, pois, o mesmo está em uma ressonância orbital de 2:3 com o planeta Netuno. Ele possui uma magnitude absoluta de 7,9 e tem um diâmetro estimado com 116 km.

## Descoberta
2003 LF7 foi descoberto no dia 1 de junho de 2003 pelo astrônomo Marc W. Buie.

## Órbita
A órbita de 2003 LF7 tem uma excentricidade de 0,127 e possui um semieixo maior de 39,466 UA. O seu periélio leva o mesmo a uma distância de 34,464 UA em relação ao Sol e seu afélio a 44,467 UA.